# Focke-Wulf Ta 400
Die Focke-Wulf Ta 400 war ein Projekt eines sechsmotorigen Langstreckenbombers des deutschen Flugzeugbauers Focke-Wulf.

## Geschichte
Nachdem das Projekt eines Verkehrsflugzeug-Projektes (Focke-Wulf Fw 300) abgesetzt worden war, betraute das Reichsluftfahrtministerium Mitte 1943 neben Junkers und Messerschmitt auch Focke-Wulf mit der Aufgabe, einen Langstreckenbomber zu entwerfen. Dieser sollte eine Bombenlast von 10.000 kg über eine Strecke von 4.800 km befördern können. Durchgeführt wurden die Entwicklungsarbeiten von der Technique de Chatillon, einer Focke-Wulf zugeordneten und in Châtillon-sur-Bagneux tätigen Gruppe aus 300 französischen Technikern.
Die Ta 400 war als Schulterdecker mit 4° Aufwärtswinkel vorgesehen, wobei das Herstellerkürzel „Ta“ für den Chefkonstrukteur Kurt Tank von Focke-Wulf stand. Sie sollte zwei Druckkabinen für die Besatzung im Bug und hinter dem Bombenraum für die Bedienmannschaft der ferngesteuerten Drehtürme erhalten. Das Leitwerk war als Doppelleitwerk ausgelegt. Die Treibstoffversorgung sollte aus 32 Tanks erfolgen, ein weiteres Designmerkmal war das dreibeinige Fahrgestell.
Das Flugzeug sollte ursprünglich von sechs BMW-801-D-Doppelsternmotoren angetrieben werden. Später wurden unter den beiden äußeren Motoren zusätzlich zwei Jumo-004-Strahltriebwerke vorgesehen, was die errechnete Geschwindigkeit um 185 km/h steigen ließ. Die Bewaffnung sollte aus drei Drehtürmen mit je 2 × 20-mm-MG 151/20 (B1-, B- und C-Stand) sowie einem Heckturm mit vier MG 131 und einem A-Stand mit zwei MK 103 bestehen. Für die Besatzung waren neun Mann vorgesehen.
Mit einem Gesamtgewicht von 80,27 t (177.000 lb) hätte die Ta 400 als Aufklärer mit DB603 Motoren eine geschätzte Reichweite von etwa 12.000 km (7500 mi) gehabt, bei einer Durchschnittsgeschwindigkeit von 325 km/h(202 mph). Die zwei Bomber Versionen  mit 76,07 t (83,35 short tons) und 80,87 t (89,14 short tons) hätten geschätzte Reichweiten von 4.500 km (2.800 mi) und 10.600 km (6.600 mi) haben sollen.
Mit den zusätzlichen Jumo004-Triebwerken hätte sie als Aufklärer eine geschätzte Reichweite von 14.000 km (8,700 mi) und als Bomber 13.000 km (8.100 mi) gehabt.
Die maximale Bombenlast sollte 24 t (53.000 lb) betragen.

## Technische Daten
| Kenngröße             | Daten                                                                                                  |
| --------------------- | --- |
| Besatzung             | 9 (2 Piloten, Navigator, Bordwart, Funker, Bord- und Bombenschütze)                                    |
| Länge                 | 29,4 m                                                                                                 |
| Spannweite            | 42 m                                                                                                   |
| Höhe                  | 6,5 m                                                                                                  |
| Flügelfläche          | 170 m²                                                                                                 |
| Flügelstreckung       | 10,4                                                                                                   |
| Startmasse            | 62.500 kg                                                                                              |
| Triebwerke            | 6 × 14-Zylinder-Sternmotor BMW 801 D, je 1.750 PS (1.287 kW) 2 × Strahltriebwerk Jumo 004 B, je 890 kp |
| Höchstgeschwindigkeit | 724 km/h                                                                                               |
| Reichweite            | 9.000 km (5600 mi)                                                                                     |
| Bewaffnung            | 6 × MG 151 4 × MG 131 2 × MK 103                                                                       |
| Bombenlast            | 10.000 kg mit ca. 9.000 km (5.600 mi) Reichweite                                                       |